# Лео Фендер
Лео Фендер, име по рождение Кларънс Леонидас Фендер (на английски: Clarence Leonidas Fender), роден на 10 август 1909 г. Анахайм, Калифорния, САЩ и починал на 21 март 1991 г. в Фулъртън е американски изобретател, известен основно със създаването на електрическата китара Fender Stratocaster. Също така е основател на компанията „Фендер“ (на английски: Fender Musical Instruments Corporation) През 1965 г. продава компанията Фендър на CBS, а по-късно основава две други компании за музикални инструменти: Music Man и G&L Musical Instruments.